# نقطه فروپاشی (فیلم ۱۹۷۵)
نقطه فروپاشی (انگلیسی: Breaking Point) یک فیلم مهیج سوئدی به کارگردانی بو آرنه ویبینیوس است که در سال ۱۹۷۵ منتشر شد. از بازیگران آن می‌توان به پر-اکسل آروسنیوس اشاره کرد.